# Аж-Богд
Аж-Богд (монг. Аж богд, в литературе встречается под названиями Адж-Богд, Адж-Богдо) — горный массив в западной Монголии. Высочайшей точкой массива является вершина Их-Овоо высотой 3802 метра над уровнем моря.

## Физико-географическая характеристика
Горный массив Аж-Богд расположен в западной части Монголии в аймаке Говь-Алтай и является отрогом Монгольского Алтая в его центральной части. Как и Алтайский хребет, он вытянут с северо-востока на юго-запад, его протяжённость составляет 446 км. Высочайшей точкой массива является вершина Их-Овоо высотой 3802 метра над уровнем моря.
На востоке и юге от Аж-Богда расположена часть пустыни Гоби Номингийн Гоби. На севере за перевалом Зулин-Богд расположена вершина Хубч, а также центральная часть Монгольского Алтая и озеро Алаг. На запад от вершины расположены долины Тухуй и Тоорой и вершина Икх-Таян.
С геологической точки зрения состав и рельеф Аж-Богд ничем не отличается от основного хребта Монгольского Алтая. Аж-Богд сильно эродирован и фрагментирован, склоны Аж-богда перемежаются оврагами и сухим гравием. Вершины массива Аж-Богда, как правило, имеют форму купола или плато, так как в течение длительного времени были подвергнуты эрозии водой и ветром. Основная часть массива сложена палеозойскими отложениями.
Со склонов Аж-Богда берут начало несколько рек, самой протяжённой из которых является Баян-Гол (51 км). Реки питаются талой водой из снега зимой и дождевыми водами летом.